# 柴田剛中

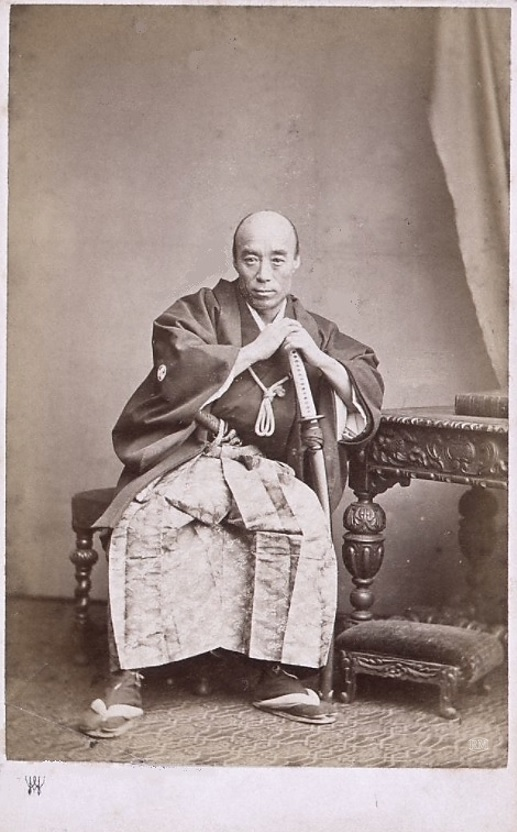
柴田貞太郎剛中 1865年ロンドン

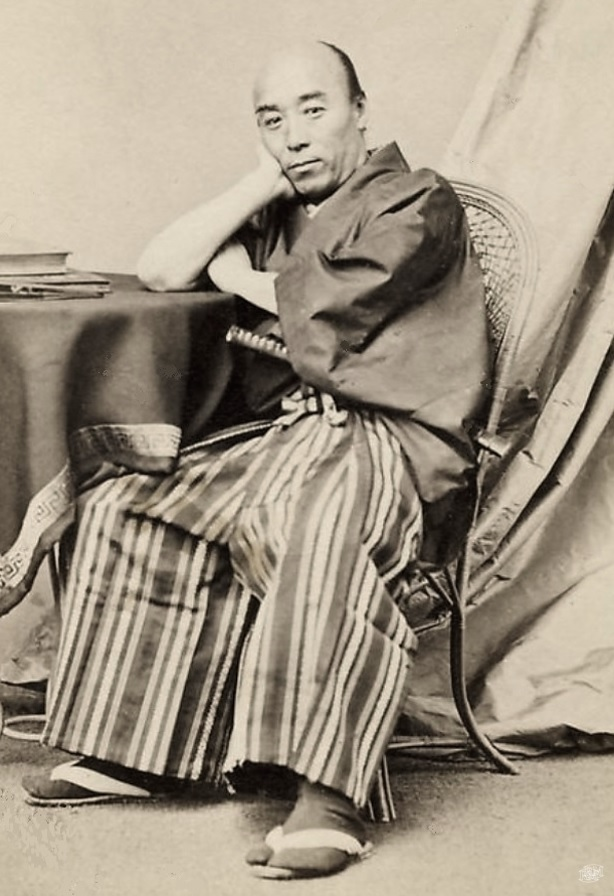
柴田貞太郎剛中 パリ 1862

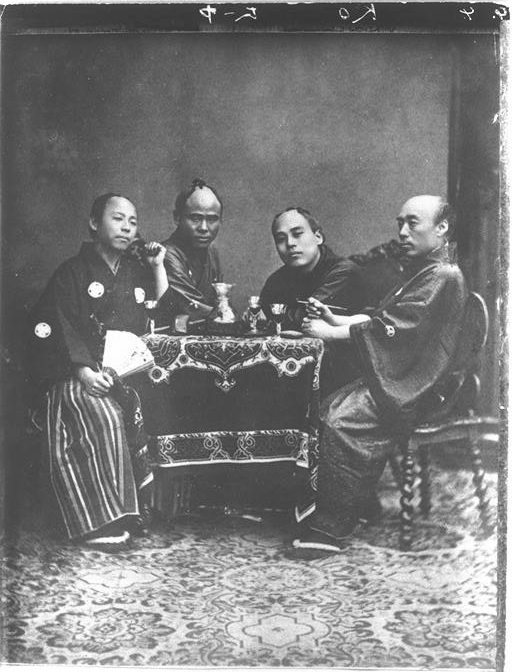
文久2年（1862年）オランダにて。右から柴田剛中、福澤諭吉、太田源三郎、福田作太郎

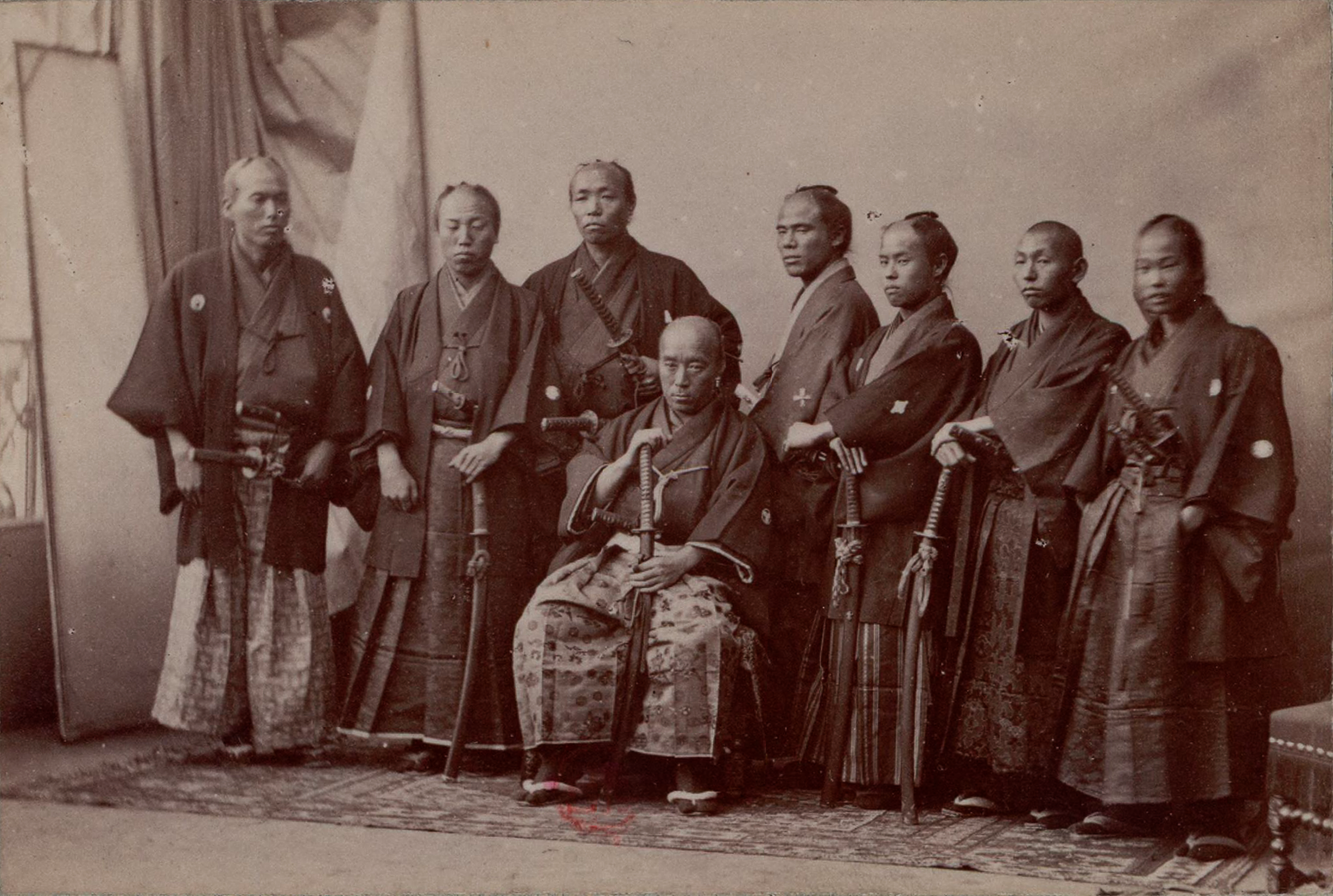
文久の遣欧使節

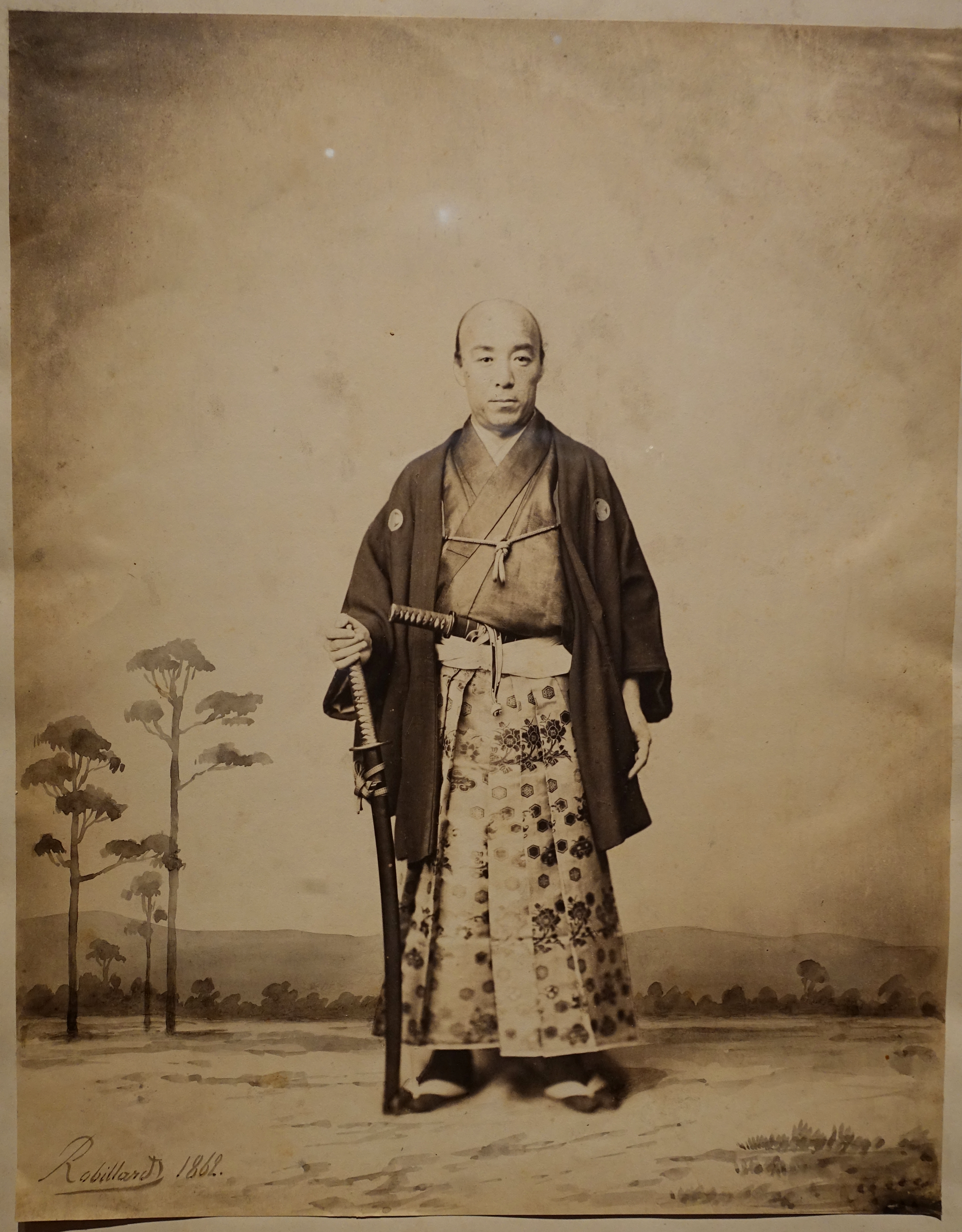
文久2年（1862年)パリにて

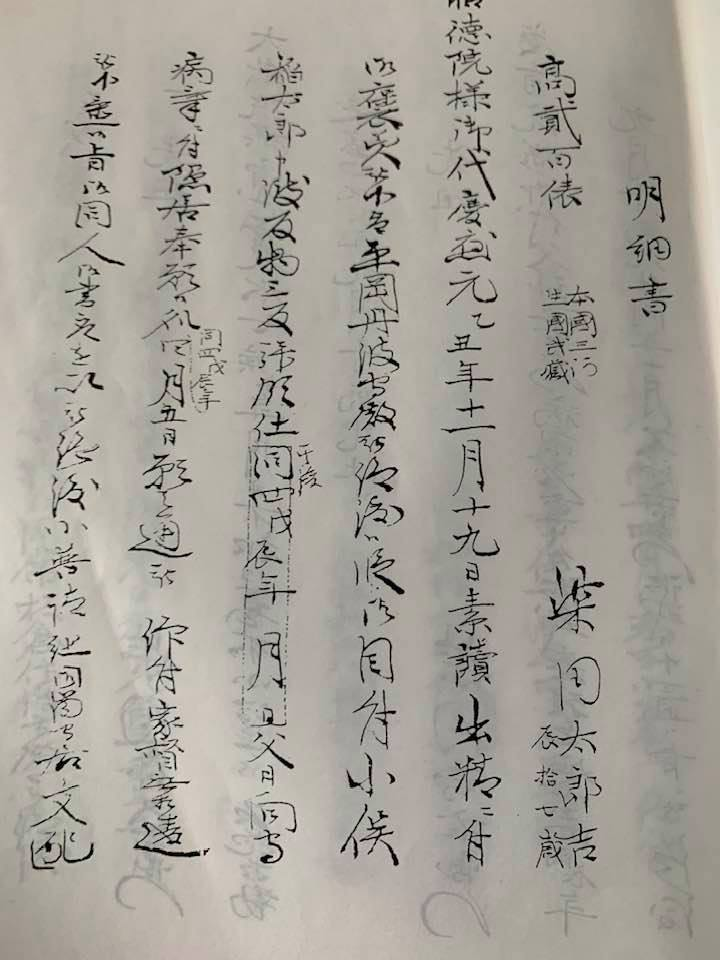
柴田太郎吉の明細書

柴田 剛中（しばた たけなか、文政6年1月17日（1823年2月27日）-明治10年（1877年）8月24日）は、江戸時代末期（幕末）の江戸幕府旗本・外国奉行。文久遣欧使節。通称は貞太郎・日向守。雅号は恬斎。

## 生涯・人物
江戸小石川に徒目付・柴田良通の長男として生まれる。
天保4年（1833年）10歳のときに父が急逝し小普請となる。同年、素読出精により褒美を得ている。
天保6年（1835年）昌平黌に通い稽古を願い出る。
天保13年（1842年）に徒目付となる。
天保14年（1843年）武術及び学問吟味で褒美を受ける。
弘化元年（1844年）本丸普請にあたり、褒美を受ける。
弘化3年（1846年）学問吟味の結果、褒美を受ける。
嘉永元年（1848年）若年寄武術見分の結果、褒美を受ける。
嘉永2年（1849年）増上寺御裏方御霊屋ならびに崇徳院、天英院の御廟修復にあたり褒美を受ける。その他褒美を数々受け、同年4月海岸坊新規増掛に就任
嘉永4年（1850年　海防状況調査のため相模、伊豆、房総各地を視察（5月ー7月）
嘉永5年（1852年　平山敬忠らとともに蘭学者松山某に入門
嘉永6年（1853年）に評定所配属となり、勘定・評定所留役当分助に就任
安政元年（1854年）に評定所留役助に就任
安政2年（1855年）評定所留役に就任
安政5年（1858年）8月に外国奉行支配組頭となり100俵を給され、お目見え以上となる。
神奈川開港問題の交渉にあたって、横浜開港を実現させた。その後も外国人殺傷問題や通貨問題などで欧米外交団との交渉の窓口となり、
安政7年（1860年）手塚律蔵の門人、佐倉藩士岩淵鉄太郎と大築尚死志に英語を学ぶ
文久元年（1861年）には100俵の加増を受ける。
文久2年（1862年）布衣になる。
慶応3年12月7日（1868年1月1日）神戸港を開港。
実弟は永持亨次郎（長崎奉行所在勤中の勘定格徒目付）甥の永持五郎次明徳は文久の遣欧使節で柴田の従者。

### 文久遣欧使節
文久元年（1861年）12月に幕府が派遣した遣欧使節（文久遣欧使節）の組頭としてヨーロッパに渡り、開港開市の延期交渉にあたった。

### 帰国後
文久2年（1862年）12月に帰国後直ちに外国奉行並に任じられ、（場所高千石）
文久3年（1863年）11月に外国奉行として箱館派遣が決定され、
文久3年（1863年）12月には諸大夫に任じられ、日向守となる。
函館ではロシア総領事ゴシケーヴィチ(Iosif Antonovich Goskevich)と横浜鎖港に関する交渉を開始するこの間の経緯については｢談話書｣という形で、函館市中央図書館に所蔵されている史料｢柴田日向守箱館行御用留(抄)｣がある。この時、交渉すべき最大の案件が｢横浜鎖港｣問題であり、それを各国公使に伝える必要があった。そこで、箱館に領事館を構えるロシアとの交渉に白羽の矢が当たったのが柴田剛中である。
元治元年2月27日、ロシア総領事ゴシケーヴィチ、医師(軍医)ザレンスキー(Zerenski)、書記官ツェヴェルコフ(Tsievelkoff)、伜ウラジミール・バフシュテイン(Uradimil Vafsytein)、通訳官ユガノフかニコライ会談談。日本側は箱館奉行所付ロシア語通訳官志賀浦太郎が加わっている。
柴田が外国奉行となって行った初の外交交渉は、日本の方針を説明しながら、ロシアの要求も容れるというようにバランス感覚に優れていたことがうかがえる。また、柴田個人はロシアとの強い結びつきを持つ出来事になった。ロシアとの会談で重要な点は、この段階で留学生派遣の件が話されていたことである。これは後の小出使節団、及び留学生派遣につながり、柴田の交渉は次の時代を見据え幕府政治に着実に結びついた。柴田はゴシケーヴィチと写真を撮影したが、この写真は現在行方がわかっておらず、この写真が今後どのような形で見つかるのか、注目される。

### 慶応元年遣欧使節
慶応元年（1865年）閏5月に製鉄所建設及び軍制調査の正使として再度フランス・イギリスに派遣された。7月にフランスに入った柴田らはフランスとの製鉄所建設と軍事教練に必要な協定を締結することに成功するが、薩摩藩との関係を強めつつあったイギリスとの交渉には成功しなかった。
この派遣には寺島宗則、西周、津田真一郎らが随行した。11月にフランスを出発し、
慶応2年（1866年）1月に帰国した。

### 帰国後
慶応2年（1866年）3月陸軍三兵伝習御用取扱いとなる。
慶応3年（1867年）5月13日には大坂町奉行
慶応3年（1867年　7月9日には兵庫奉行を兼務して、当時八部郡二茶屋村にあった善福寺を宿所とし、もっぱら外国人居留地問題などの外交問題を担当した。神戸港に関しては、運上所や埠頭・居留地の造成、西国往還の付け替え工事（徳川道の造成）などを進め、
慶応3年12月7日（1868年1月1日）、大坂・兵庫開港市の式典を迎えている。開港当日、柴田剛中は、まず税関（運上所）を開き、英、米、仏、晋、蘭等の公使・領事等出席の下、開港式典が行われ、西洋の新年への賀と兵庫開港・大坂開市の賀を申し述べる旨の宣言書を読み上げた。
慶応4年（明治元年/1868年）の鳥羽・伏見の戦いでの幕府軍の敗北と徳川慶喜の江戸城引揚に際して運上所施設の明け渡しなど対外的な事後処理を終えた
慶応4年（明治元年/1868年）1月17日に外国奉行以下を罷免され、隠居願を提出、同年4月に認められて。長男太郎吉に家督を譲る。
所領のある
慶応4年（明治元年/1868年）10月剛中・太郎吉は駿府に出立。11月剛中妻らは上総国山辺郡富田幸谷村に退いた。
明治2年/1869年）10月上総国山辺郡高野村に土地を取得、家屋を新築。
明治4年1871年）5月太郎吉が隠居、次男の治郎吉が静岡藩士として家督を継ぐ
明治4年1871年）8月静岡に家屋を新築
明治5年1872年）3月剛中、治郎吉、静岡を引き払い上総に移住
その後もその見識と人物を評価されて明治政府より出仕要請が出されるが、これを辞退する。ただし、政府に請われて上京して外交問題に関する諮問に応じたという
明治10年1877年）8月　55歳没
東京では神田淡路町に屋敷を構え、こちらで亡くなっている。
墓は台東区下谷の随徳寺にあったが、関東大震災で損壊し、現在は過去帳のみにその名前が記載されている。
神戸の初期発展に寄与した柴田剛中の業績は忘れ去られ、1862年オランダで撮影された写真（右上掲載）に並んで写っている福沢諭吉が神戸の開発に大きく関わることとなる。維新後２人の立場は完全に逆転した。
柴田家は三河の忍を配下に持つ家系で、英国人学者クリストファー・ストームによると柴田剛中はグラバーに対抗するために隠密を暗躍させていた。

### 家系

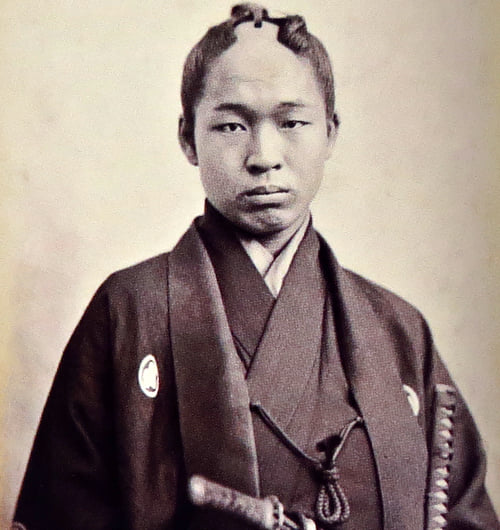
甥の永持五郎次。柴田の従者として文久遣欧使節に加わった

柴田周防(1582年に徳川家康の伊賀越えに随従,同年、徳川に召し抱えられる。) 柴田弥五右衛門（3代将軍の時代、御臺所小間遣）柴田崎右衛門（4代将軍の時代、小間使組頭）柴田崎右衛門（8代将軍の時代、表御臺所人）柴田甚四郎（10代将軍の時代、学問所勤番）柴田順蔵(良通）(11代将軍の時代、御歩目付）
柴田順蔵、柴田貞太郎剛中、永持亨次郎は学問吟味および武術の見分で頭角を現した。
伊賀者であった柴田周防と永持徳蔵の子孫は神君伊賀越え以降、緊密な親戚関係を保ち、幕末には伊賀者一族を中心とした集団が形成されていたことが家系図から見られる。